# 毛顎動物
毛顎動物（もうがくどうぶつ、学名：Chaetognatha）は、海洋に生息する肉食性のプランクトンからなる動物門である。一部の種は底生。全体に透明または半透明で細長い。一部は頭に矢じり形の不透明な構造があり、全身が矢の様に見えることもあるため、ヤムシ（矢虫、英語：Arrowworm）と総称される。現生種は120種以上あり、20属以上に分けられる。多様性はあまりないが、世界的に分布し個体数は莫大である。

## 形態的特徴

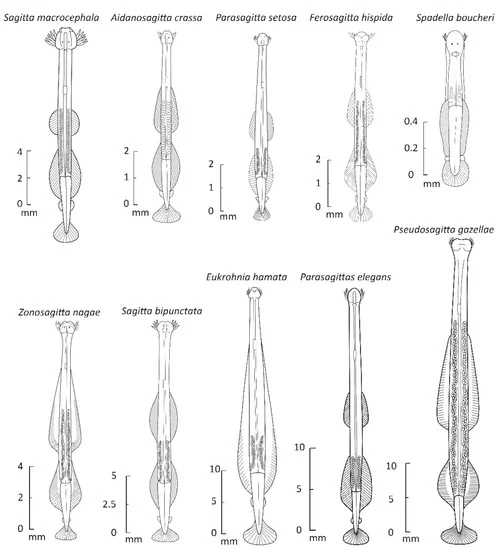
様々な毛顎動物
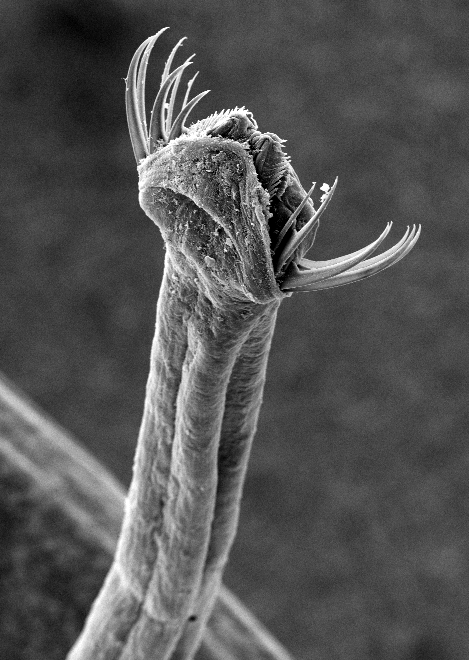
Sagitta属の頭部

現生種の体長は3 cm - 12 cm程度である。表面はクチクラで覆われ、部分的に着色している種もある。頸部横隔膜と尾部横隔膜によって、体は頭部・胴部・尾部に分かれている。鰭（1対か2対の側鰭と、1つの尾鰭）があり、尾鰭で前進し、側鰭で静止・方向転換を行う。鰭は、皮膚が伸張したもので鰭条に支えられているといった点は脊椎動物にも似ているが、生じる位置が水平方向であるといった点で脊椎動物とは決定的に異なる。また頭の左右にはキチン質のかぎ形のとげがあって、獲物を捕らえるのに用いる。口には小型の歯が1または2列あり、これで獲物に噛み付いて飲み込む。噛み付いた際に、共生細菌の産生したテトロドトキシンを注入するものもある。目と神経系があるが、呼吸器、循環器、排出器はない。中枢神経系は頭部背面の脳、食道左右と後方腹面の神経節、および胴部腹面の神経節からなる。排出は皮膚を通して行われる。雌雄同体で、卵と精子をともに持つ。卵を水中に産むものや、抱卵するものがある。発光する種もある。

## 系統位置
毛顎動物は従来、おもに原口が口にならず体の後ろにくるなどの胚発生に基づいて後口動物に入れられてきた。しかしその他の多くの形質や分子系統学からは、前口動物に入れるのが適切と考えられている。発生学的には線形動物との類似点もあるが、分子系統学や古生物学から担顎動物（顎口動物・微顎動物・輪形動物）との類縁関係の方が支持される。これにより毛顎動物は担顎動物に分類される、もしくは毛顎動物と従来の担顎動物からなる系統群を Chaetognathifera と新称される。

## 化石
化石は少ないが、カンブリア紀に発生したと考えられる。まれに口器の歯が古生代後期以降の化石として見出される。完全な体の化石は、中国雲南省の澄江動物群やグリーンランドのシリウス・パセット動物群（両方ともカンブリア紀第三期、約5億1,800万年前）から報告されたのが最古とされる。
かつてコノドント（後に脊椎動物とされる）の起源と考えられ、微小硬骨格化石群の棘のみ知られるプロトコノドント (Protoconodont) は、実際はコノドントでなく毛顎動物であると見直される。これによると、毛顎動物の化石記録は更に古い時期（フォーチュニアン期、約5億3,800万 - 約5億3,500万年前）まで遡る。
同じカンブリア紀のアミスクウィアやティモレベスティアは、毛顎動物と担顎動物（特に顎口動物）の中間的な性質をもち、基盤的（ステムグループ）な毛顎動物と考えられる。特にティモレベスティアは現生種を大きく上回る20 cmの大型であり、当時の毛顎動物は現生種のような浮遊性の二次消費者だけでなく、遊泳性で頂点捕食者のニッチをも占めたことが示唆される。

## 下位分類
- Sagittoidea 現生ヤムシ綱
  - Biphragmophora 両膜筋目
  - Monophragmophora 単膜筋目
  - Aphragmophora 無膜筋目
- †Archisagittoidea ムカシヤムシ綱
- †Protoconodonta プロトコノドント[4]